# Tumazzu di vacca
Il tumazzu di vacca o fiore sicano, spesso in siciliano semplicemente tumazzu o tumma, è un formaggio e prodotto tipico Siciliano. Rientra nell'elenco dei prodotti agroalimentari tradizionali (PAT) stilato dal ministero delle politiche agricole e forestali (Mipaaf).

## Processo di produzione
Il Tumazzu è prodotto sia con latte vaccino che con un misto di latte vaccino e ovino. In questo caso viene detto anche (in siciliano) tipo piecora. Il latte viene portato a 35 gradi prima di aggiungervi il quagghiu (caglio in pasta di capretto o agnello). Dopo la rottura della cagliata si procede alla spurgatura e messa in forma. Infine le forme sono immerse nel siero a 85 gradi per circa due ore. Quest'ultima operazione è tipica della produzione del Tumazzu.

## Stagionatura
La stagionatura, che varia da 3 a 18 mesi avviene in ambiente fresco e buio. Le forme vanno girate ogni cinque giorni circa e  strofinate con uno straccio umido di acqua e sale. Periodicamente le forme sono unte con olio, talvolta mescolato ad aceto.

## Caratteristiche
La forma ha un diametro di cm. 30 ed è alta cm. 20. Il suo peso varia fra i kg. 5 e kg. 20. La sua crosta è ruvida mentre all'interno la pasta è di un colore giallo che si scurisce con l'allungarsi della stagionatura.

## Altre caratteristiche
Viene spesso preparato aggiungendo il peperoncino o il pepe, in questo caso viene chiamato in siciliano Tumazzu di vacca ccu pipi (Tumazzu di vacca col pepe).

## Zona di produzione
Il Tumazzu viene prodotto nella zona di Patti e  nei comuni di Bivona, Cammarata, Santo Stefano Quisquina in provincia di Agrigento e Castronovo di Sicilia, Palazzo Adriano e Prizzi in provincia di Palermo.